# Августо Доніні
Августо Донніні (італ. Augusto Donnini; псевдо.: «Михась»; нар. 1920, Рим — пом. 1946, Вікняни) — італійський солдат, воював на східному фронті, потім перейшов на бік УПА, де був лікарем.

## Життєпис
Народився 1920 року у Римі, в багатодітній родині. Батько був листоношою. Закінчивши школу, він вивчав медицину. Під час Другої світової війни у складі італійської військової частини воював проти більшовиків. В 1943 році переходить до УПА.
Худорлявим, чорноволосим, середнього зросту — таким запам'ятався італієць воякові УПА Чайці. Пригадує його і колишній повстанець із села Палагичі Дмитро Проценко. Зодягнутий у сіру радянську шинелю, Августо ламаною російсько-українською мовою охоче спілкувався з побратимами, часто жартував. А ще багато розповідав про батьківщину. Бойовим гаслом італійця стали слова: «Знищити більшовизм — допоки він не дійшов до кордонів Італії».
І хоча за плечима Донніні був лише медичний заклад середнього рівня, проте підпільники звали його лікарем. У перерві між боями йому доводилося виконувати роль санітара.
Більшість боїв Августо провів у Чорному лісі (30-кілометрова смуга між Івано-Франківськом та Калушем) під командуванням Грегота-Різуна — полковника Василя Андрусяка.
30 листопада 1945 року Доніні у складі куреня Довбуша бере участь у розгромі військової частини НКВС у місті Делятині теперішнього Надвірнянського району. За годину вдалося знищити 20 автомашин противника. Вистеживши повстанців біля села Луг, більшовики кинули проти них піхоту та авіацію. У тому бої під горою Синяк, пощастило вціліти лише кільком десяткам бійців. Серед решток куреня проривається з оточення й Августо Донніні. Вирвавшись з оточення, курінний Довбуш передав три десятки бійців УПА сотенному Шаблі і наказав пробиватися на тлумацьку землю, бо більшість з цих вояків були вихідцями з цього краю. Шість днів, крізь хурделиці, морози і сніги, обморожені і голодні, за маршрутом Луг-Зелена-Битків-Пороги-Грабівка-Підпечари-Остриня жменька повстанців здійснила виснажливий прехід.
Вночі, 21 грудня 1945 року (інші дані — наприкінці лютого 1946), коли рій УПА проводив чергову операцію з відплати зрадникові на вул. Ковалевій у селі Вікняни (Тлумацького району Станіславської області) повстанців чекала ворожа засідка. Як тільки стрільці ступили на подвір'я зрадника, по них відкрили вогонь. Зав'язався короткий бій, в результаті якого було вбито Августо Доніні. Він упав біля хвіртки першим, узявши вогонь на себе і урятувавши від смерті своїх українських побратимів.
Увечері, коли більшовики покинули село, вікнянці крадькома поховали Августо Доніні у братській могилі біля церкви Різдва Пречистої Діви Марії, разом з іншими вояками УПА.

## Вшанування пам'яті
Громада села Вікняни належно увіковічнила пам'ять про лікаря УПА А. Донніні:
- звели гранітний пам'ятний знак на місці його поховання (крім нього, там поховані місцеві вояки УПА М. М. Микитин, М. П. Гордій, С. М. Іванішин, М. І. Качорак та М. Шкварок)
- назвали на його честь одну із сільських вулиць.